# Nguyễn Khánh Dư (nghệ sĩ)
Nguyễn Khánh Dư (2 tháng 9 năm 1933 – 3 tháng 12 năm 2007) là đạo diễn điện ảnh, nhà quay phim điện ảnh Việt Nam. Ông được biết đến nhiều qua những bộ phim về đề tài thiếu nhi như Mẹ vắng nhà, Trăng rằm, Bọn trẻ. Nguyễn Khánh Dư đã được trao tặng danh hiệu Nghệ sĩ nhân dân (1993) và Giải thưởng Nhà nước về văn học nghệ thuật (2007).

## Tiểu sử
Ông sinh năm 1933 tại thị xã Cao Bằng (nay là thành phố Cao Bằng). 13 tuổi, ông tham gia Thiếu sinh quân, Trung đoàn 74, Cao Bằng. Trước khi chính thức cầm máy quay, ông đã có thời gian chục năm làm nhiếp ảnh, phụ quay ở Nha Thông tin Tuyên truyền.
Năm 1955, ông bắt đầu trở thành quay phim, thực hiện nhiều bộ phim tài liệu. Năm 1959, ông làm việc tại Xưởng phim truyện Việt Nam và bắt đầu quay những bộ phim truyện đầu tay. Năm 1976, ông chính thức trở thành một đạo diễn với bộ phim đầu tay Đứa con nuôi. Những bộ phim sau đó của ông đã giành được nhiều giải thưởng lớn của cả Việt Nam và quốc tế. Ông đặc biệt thành công ở thể loại phim thiếu nhi. Ông cũng đã từng làm Giám đốc Xưởng phim thiếu nhi của Hãng phim truyện Việt Nam.
Năm 1993, ông được phong tặng danh hiệu Nghệ sĩ nhân dân. Năm 2007, ông được nhận giải thưởng Nhà nước về văn học nghệ thuật. Ông mất vào ngày 3 tháng 12 năm 2007 ở Hà Nội, hưởng thọ 75 tuổi.

## Sự nghiệp quay phim
Năm 1955, ông chính thức quay những bộ phim đầu tiên. Trong hơn 5 năm, ông đã quay nhiều bộ phim tài liệu, phóng sự có giá trị như: Sản xuất mùa xuân, Chống di cư vào Nam, Thành lập khu tự trị Tây Bắc – Việt Bắc, Cuộc sống trở lại bản Mường, Trên hải phận Tổ quốc... Năm 1959, ông về làm việc tại Xưởng phim truyện Việt Nam. Ở đây ông đã quay những bộ phim truyện như: Vườn cam (1960 - đạo diễn Phạm Văn Khoa), Một ngày đầu thu (1962 - Huy Vân, Nguyễn Hải Ninh), Chị Tư Hậu (1962 - đạo diễn Phạm Kỳ Nam), Người chiến sĩ trẻ (1964 - đạo diễn Hải Ninh), Biển lửa (1965 - đạo diễn Phạm Kỳ Nam, Lê Đặng Thực), Ga (1970 - đạo diễn Trần Đắc), Độ dốc (1972 - đạo diễn Lê Đăng Thực), Hai bà mẹ (1974 - đạo diễn Nguyễn Khắc Lợi)... Với bộ phim Chị Tư Hậu, ông đã giành giải Quay phim xuất sắc tại Liên hoan phim Việt Nam lần thứ II năm 1973. Sau đó ông tiếp tục đoạt giải thưởng này ở Liên hoan phim Việt Nam lần thứ IV (1977) với phim Hai bà mẹ và phim tài liệu Thành phố lúc rạng đông (1975). Bộ phim Trên tuyến đầu miền Tây Tổ quốc mà ông tham gia quay phim đã giành Bông sen Bạc Liên hoan phim Việt Nam lần thứ II, năm 1973.
Trong sự nghiệp cầm máy của mình, ông đã thực hiện hơn 10 bộ phim truyện, cộng tác với nhiều đạo diễn Việt Nam nổi tiếng thời kì này như Phạm Văn Khoa, Nguyễn Hải Ninh, Phạm Kỳ Nam...

## Sự nghiệp đạo diễn
Sau năm 1975, ông mới trở thành đạo diễn. Bộ phim đầu tay mà ông đạo diễn là Đứa con nuôi (dựa theo truyện của nhà văn Nguyễn Khải, 1976). Tuy là bộ phim đầu tay nhưng ông đã thành công trong việc bộc lộ phong cách riêng của mình. Bộ phim đã giành Giải đặc biệt tại Liên hoan phim Việt Nam lần thứ IV. Bộ phim tiếp theo là bộ phim Những đứa con (dựa theo truyện của nhà văn Nguyễn Kiên, biên kịch Vũ Lê Mai, 1977), tiếp tục với phong cách phim thiếu nhi của bộ phim đầu tay. Năm 1976, ông cho ra đời bộ phim thành công của mình: Mẹ vắng nhà (dựa theo truyện của nhà văn Nguyễn Thi, 1979). Bộ phim đã giành giải Bông sen Vàng tại Liên hoan phim Việt Nam lần thứ V (1980) và giải thưởng Lọ hoa pha lê tại LHP Quốc tế Karlovy Vary (1980). Bộ phim đánh dấu sự phát triển tài năng hoàn thiện của ông với đề tài thiếu nhi.
Sau Mẹ vắng nhà là những bộ phim Cây xương rồng trên cát (1982), Trăng rằm (Bông sen bạc LHP quốc gia lần thứ VI, 1983), Đàn chim trở về (Bông sen bạc LHP quốc gia lần thứ VII, 1985), Bọn trẻ (Bông sen vàng và giải Đạo diễn xuất sắc LHP quốc gia lần thứ 10, 1993), Sơn ca trong thành phố... Phim của ông thường nhẹ nhàng, không có xu hướng lên gân giáo dục mà thường trữ tình, bay bổng, đặc biệt thành công ở đề tài thiếu nhi. Tuy nhiên, ông cũng có những bộ phim khá gai góc và để lại ấn tượng cũng như gây tranh cãi trong giới điện ảnh như Không có đường chân trời (chuyển từ tiểu thuyết Trại bảy chú lùn của Bảo Ninh).
Ông đã nhận giải thưởng Nhà nước cho các tác phẩm: Đứa con nuôi, Mẹ vắng nhà, Bọn trẻ.

## Tác phẩm

### Đạo diễn
- Đứa con nuôi (1976)
- Những đứa con (1978)
- Mẹ vắng nhà (1979)
- Cây xương rồng trên cát (1982)
- Trăng rằm (1983)
- Đàn chim trở về (1985)
- Sơn ca trong thành phố (1986)
- Không có đường chân trời (1989)
- Học trò thủy thần (1990)
- Cát bụi hè đường (1992)
- Bọn trẻ (1993)
- Dã tràng xe cát biển Đông (1994)